# 21e régiment d’infanterie
Das 21e régiment d’infanterie war ein, 1610 als Régiment de Vaubécourt, aufgestelltes Infanterieregiment der französischen Armee. Bis zur Vereinheitlichung durch die in der Revolution geschaffenen Nummerierung trug es individuelle Namen – zuletzt den Namen der Provinz Guyenne.

## Aufstellung und Umbenennungen in chronologischer Reihenfolge
- Ein Régiment de Vaubécourt wurde bereits 1589 (während der Regierung von Heinrich IV.) durch Henri de Nettancourt, comte de Vaubécourt im Herzogtum Lothringen aufgestellt. Am 24. April 1610 trat dieses Regiment in den Dienst des französischen Königs.

Zwischen 1616 und 1635 wurden einige neue Regimenter in den permanenten (immerwährenden) Status versetzt. Es handelte sich dabei um die sogenannten «Petits vieux», die «kleinen Alten». Es waren dies das:
Régiment de Bourbonnais,
Régiment de Bèarn,
Régiment d’Auvergne,
Régiment de Flandre,
Régiment de Guyenne,
Régiment d’Artois.
In Dienst: 1610 – wird 1661 zu: Rég d’Espagne

Régiment d’Espagny – wird 1669 zu: Rég de Bandeville

Régiment de Bandeville – wird 1677 zu: Rég de Vaubecourt

Régiment de Vaubecourt – wird 1695 zu: Rég de Nettancourt

Régiment de Nettancourt – wird 1704 zu: Rég de Mailly

Régiment de Mailly – wird 1708 zu: Rég de Beuil

Régiment de Beuil – wird 1713 Rég de Boufflers

Régiment de Boufflers – wird 1718 zu: Rég de Pons

Régiment de Pons – wird 1735 zu: Rég de Marsan

Régiment de Marsan – wird 1743 zu: Rég de Bouzols

Régiment de Bouzols – wird 1745 zu: Rég de Mailly

Régiment de Mailly – wird 1758 zu: Rég de Talaru

Régiment de Talaru – wird 1761 zu: Rég de Chastellux

Régiment de Chastellux – wird 1763 zu: Rég de Guyenne
- 1776: Das 2. und 4. Bataillon wurden zur Neuaufstellung des Régiment de Viennois abgegeben

- 1. Januar 1791: Das Régiment de Guyenne wurde in 21e régiment d’infanterie de ligne (ci–devant Guyenne) umbenannt.

- 1793: Mit der Premier amalgame wurde der Regimentsverband aufgelöst und die beiden Bataillone als 1er bataillon „ex Guyenne“ zur 41e demi-brigade de bataille und als 2e bataillon „ex Guyenne“ zur 42e demi-brigade de bataille abgestellt. Damit endet der zunächst der Regimentsverband und auch die Traditionslinie

- 1803: Umbenennung der „21e demi-brigade d’infanterie de ligne“[2] in 21e régiment d'infanterie de ligne (de facto Weiterführung der Regimentstradition). Erst ab 1803 wurden die Demi-brigades wieder als Regimenter bezeichnet. Das neue „21e régiment d’infanterie“ hatte jedoch mit dem von 1791 nichts mehr zu tun, auch wenn die französische Armee die Traditionslinie deswegen nicht unterbrochen hat, da man der Regimentsnummer in den allermeisten Fällen den Vorzug gibt.

- 1816: Bei der Restauration  erfolgte die Umbenennung in: Légion d'Ille et Vilaine.
- 1824: Umbenennung in: 21e régiment d’infanterie de ligne
- 1882: Umbenennung in: 21e régiment d’infanterie.
- 1914: Bei der Mobilisation stellte es sein Reserveregiment, das «221e régiment d’infanterie» auf
- 1919: Im Dezember wurde das 3. Bataillon des aufgelösten «164e régiment d’infanterie» eingegliedert
- 1940: Auflösung.
- 1944: Wiederaufstellung als «21e régiment d’infanterie».
- 1945: Umwandlung in «21e régiment d’infanterie aéroporté».[3]
- 1946: Auflösung.
- 1956: Wiederaufstellung als «21e régiment d’infanterie».
- 1959: aus dem 3. Bataillon wurde das «8e bataillon de Zouaves» gebildet
- 1963: Auflösung.

## Fahnen und Uniformen des Ancien Regime

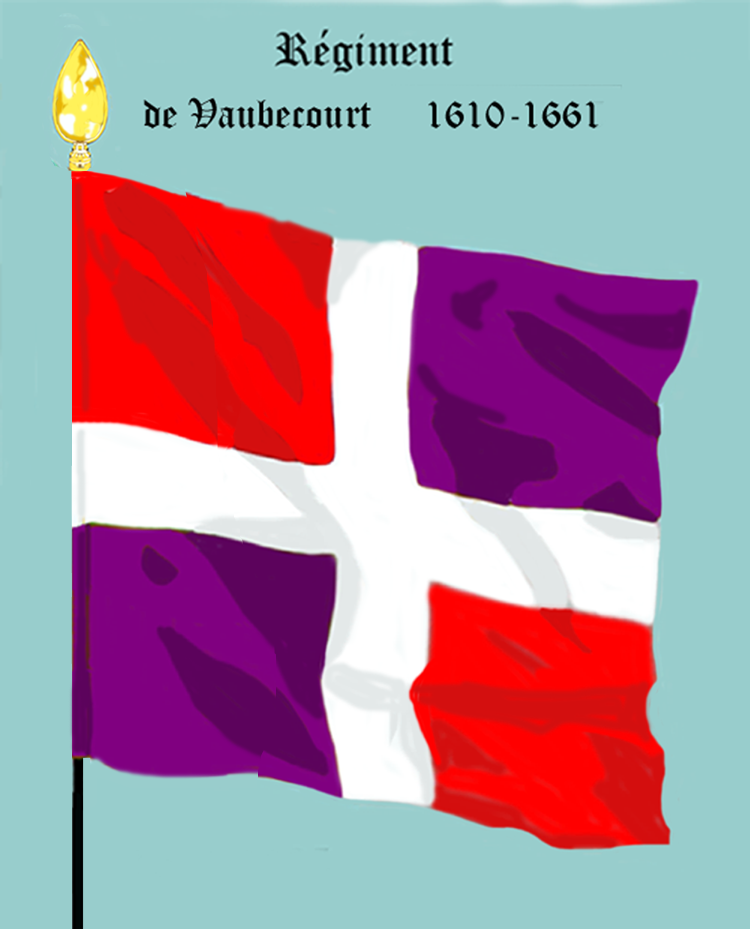
Rég Vaubecourt und alle Folgeverbände bis Régt Guyenne
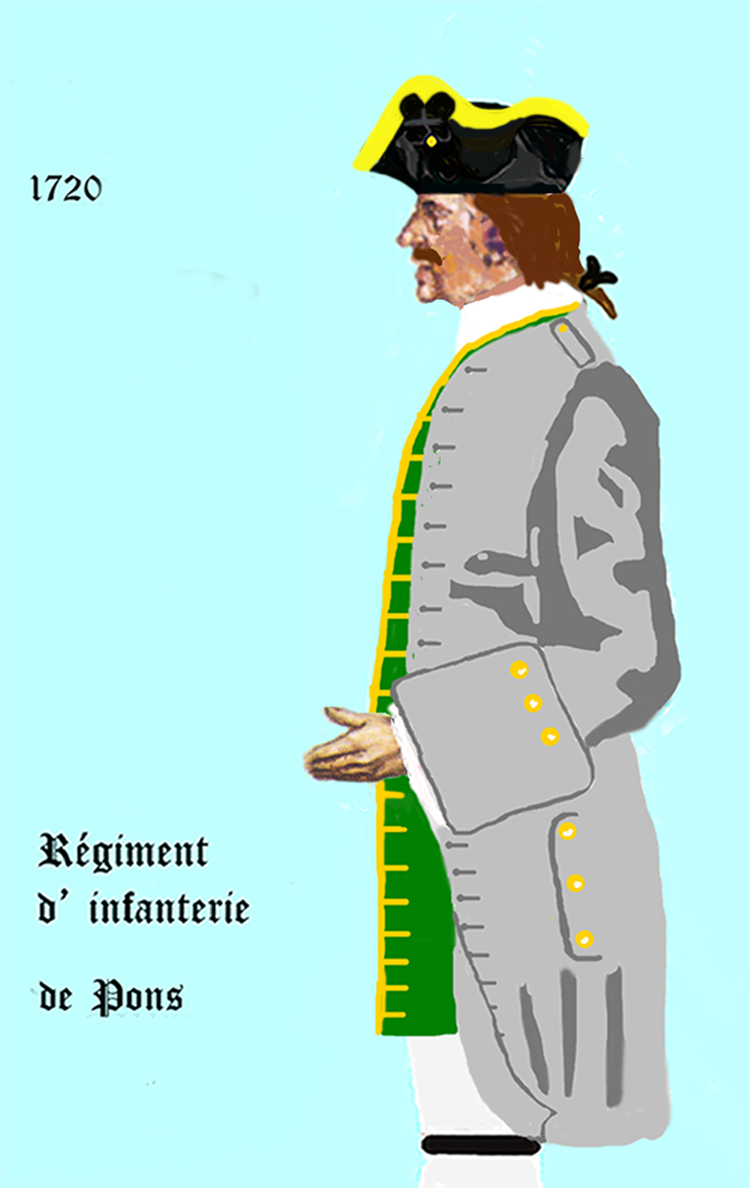
Rég Pons 1720
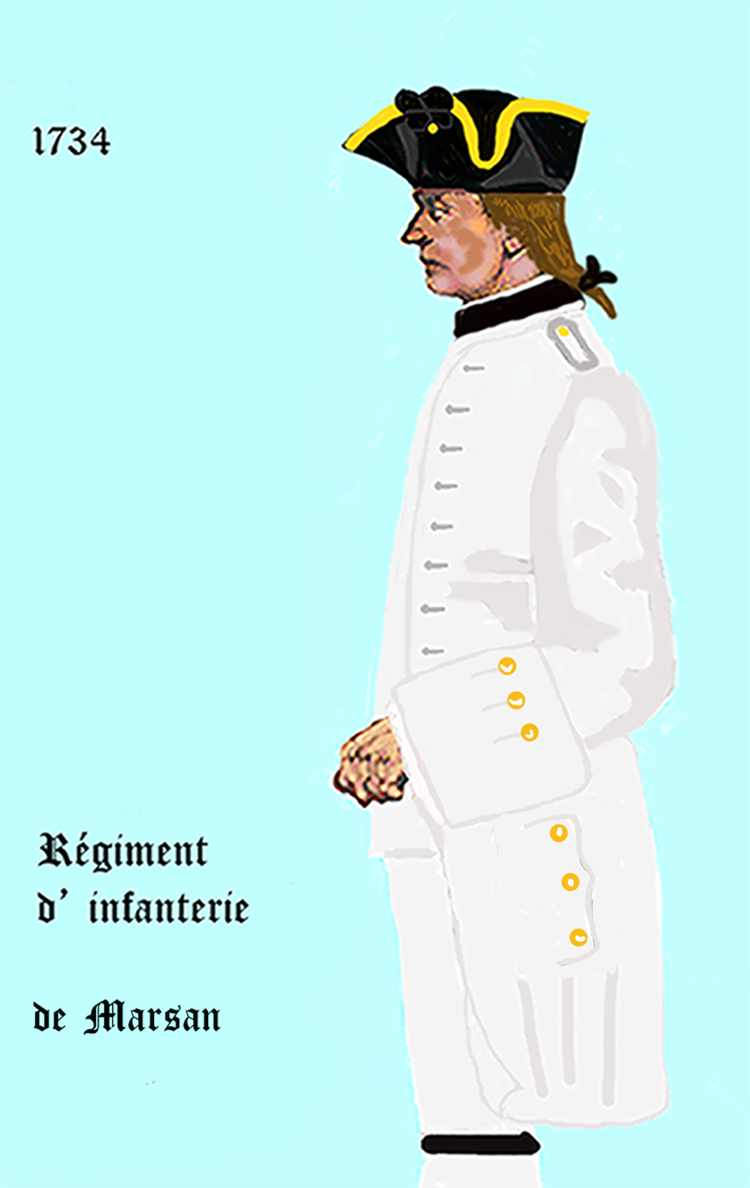
Rég Marsan 1734
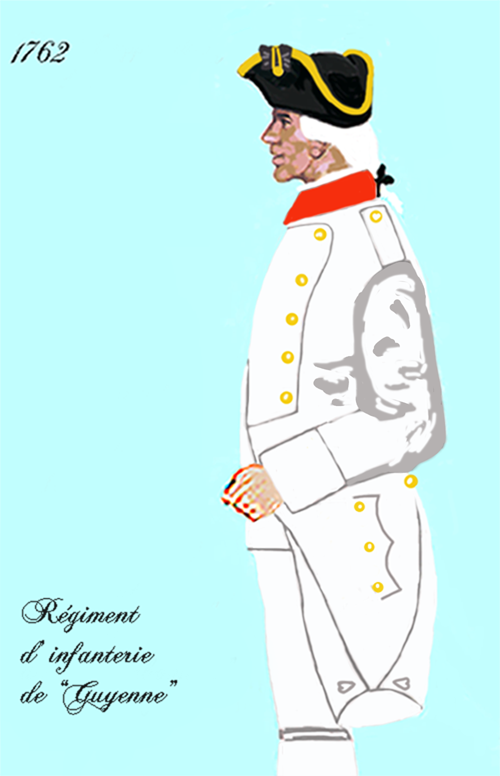
Rég Guyenne 1762
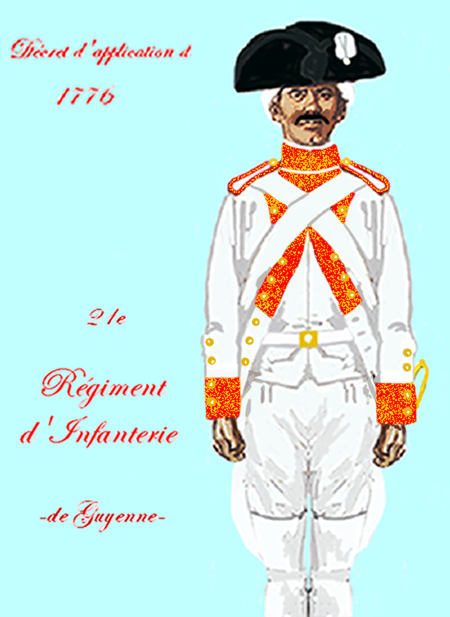
Rég Guyenne 1776–1779
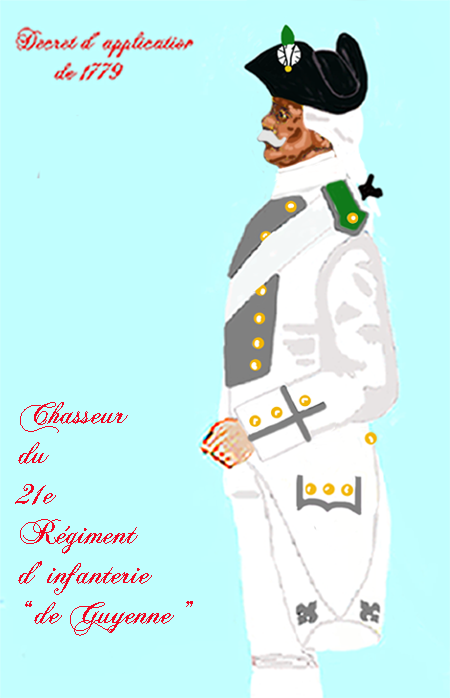
Rég Guyenne 1779–1791

## Mestres de camp/Colonels
Mestre de camp war von 1569 bis 1661 und von 1730 bis 1780 die Rangbezeichnung für den Regimentsinhaber und/oder für den mit der Führung des Regiments beauftragten Offizier. Die Bezeichnung „Colonel“ wurde von 1721 bis 1730, von 1791 bis 1793 und ab 1803 geführt.
Nach 1791 gab es keine Regimentsinhaber mehr.
Sollte es sich bei dem Mestre de camp/Colonel um eine Person des Hochadels handeln, die an der Führung des Regiments kein Interesse hatte (wie z. B. der König oder die Königin), so wurde das Kommando dem „Mestre de camp lieutenant“ (oder „Mestre de camp en second“) respektive dem „Colonel-lieutenant“ oder „Colonel en second“ überlassen.
| I. | II. | III. |
| --- | --- | --- |
| - 1805: Pierre Decouz - 1809: Jean-Jacques Ducrest - 1812: François Marie Cyprien Teullé - 1813: Louis Guignard - 1814: Jean Nicolas Carré - 1815: Ledoux - 1815: Picot de Peccadeux - 1821: Chevalier Bérard de Gouttefrey - 1830: Lefol - 1831: François - 1839: Louis Jacques Lebouterel - 1848: de Baillou | - 1852: Martial Louis Avron - 1854: Auguste Henri Lefèvre - 1859: de Fontanges de Couzan - 1862: Boyer - 1867: Morand - 1871: Louis Auguste Gaday - 1876: Prudhomme - 1882: Buffenoir - 1888: Rosenwald - 1894: Michel - 1894: Delrieu | - 1914: Colonel Frisch - 1914: Commandant Faivre - 1914: Commandant Gentelet - 1914: Lieutenant-colonel Lecoanet - 1916: Commandant Sermage - 1916: Lieutenant-colonel de Riencourt - 1917: Lieutenant-colonel Lardant - 1918: Lieutenant-colonel Weiller - 1939: Lieutenant-colonel Lambert - 1959–1960–1961–1962 (Algerien): Colonels Frison, Brunet, Louisot, Cosson. |

## Einsatzgeschichte

### Ancien Régime
Das „Régiment de Vaubécourt“ war in allen Kriegen der Monarchie eingesetzt.

### Französisch-Spanischer Krieg (1635–1659)
- 1636: Belagerung von Corbie

### Holländischer Krieg
Im Holländischen Krieg nahm es unter dem Namen «Régiment de Bandeville» 1675 am Feldzug des Maréchal Turenne in das Elsaß teil. In der Schlacht bei Türkheim zwang es den Feind zum Rückzug über den Rhein.

### Polnischer Thronfolgekrieg
- 1733: Am 12. November marschiert es mit dem Régiment de Royal-Bavière, dem Régiment de La Marine und dem Régiment d’Alsace in die Markgrafschaft Baden um hier die Arbeiten an den Erdwerken abzuschließen, die die Brücke über den Rhein decken sollten.

### Siebenjähriger Krieg
- 1758: Im Brigadeverband mit dem Régiment Royal-Suèdois stand die Einheit am 12. Juli im Gefecht bei Rheinfeld.

### Kriege der Französischen Revolution und des Empire
→Französischen Revolution

→Empire
Premier amalgame
- 1806–1808: Im 3e corps d'armée (3. Armeekorps) bei der Grande Armée.
  - Schlacht bei Auerstedt Eine Kompanie überwältigte die Besatzung von Küstrin und nahm 4.000 Preußen gefangen.
- 8. Februar 1807: Schlacht bei Eylau
- 1809–1811: bei der «Armée d'Allemagne et du Rhin»
  - Schlacht bei Eckmühl
  - Schlacht bei Wagram
- 1812: Mit der Grande Armée im Russlandfeldzug.
  - Schlacht um Smolensk
  - Valoutina
  - Schlacht an der Beresina
- 1813: Schlacht um Dresden
- 1815: Im «1e corps d'armée» bei der Armée du Nord
  - Schlacht bei Waterloo

### 1815–1848
- 1823: Französische Invasion in Spanien (24. Juni 1823) bei Couvian in Asturien
- Im Jahre 1830, nach dem Ende der Restauration, wurde das Regiment nach Algerien verlegt, um an der Besetzung von Algier, Oran und Blida mitzuwirken.

### Second Empire
→Second Empire
- 1854–1856:

Krimkrieg – Belagerung von Sewastopol
- 1859:

Sardischer Krieg – Schlacht bei Solferino
- Deutsch-Französischer Krieg

Am 1. August 1870 wurde das «21e régiment d’infanterie» der «Armée du Rhin» (Rheinarmee) zugewiesen.
Zusammen mit dem «17e bataillon de chasseurs» (17. Jägerbataillon) unter du Commandant Merchier und dem 3e régiment d’infanterie unter Colonel Champion, bildete es die «1e brigade» unter Befehl von Général Nicolaï. Die 1. und 2. Brigade formierten, zusammen mit 2 Batterien zu je vier Geschützen und einer Batterie Mitrailleusen, sowie einer Pionierkompanie die «1e division d’infanterie» (1. Infanteriedivision) kommandiert von Général de division Conseil-Dumesnil. Die Division wiederum, gehörte zum «7e corps d’armée» (7. Armeekorps), mit der Führung beauftragt und kommandiert durch den Général de division Félix Douay.
- 4. August 1870: in Kolmar;
- 5. August 1870: die 1. Division verlegte nach Elsasshausen;
- 6. August 1870: Schlacht bei Wörth.

- 7. bis 18. August 1870: Rückzug auf Châlons.

ab dem 17. August war das 7. Korps der «Armée de Châlons» zugeteilt
- 23. bis 26. August 1870: Marsch nach Osten;
- 30. August 1870: Gefecht bei Beaumont;
- 31. August 1870: auf dem Plateau de l'Algérie, im Wald von Garenne bei Floing. Schlacht bei Sedan

- In Straßburg (Belagerung von Straßburg)
- 5. Oktober 1870: in Paris (Belagerung von Paris)

### 1871–1914
Zwischen 1871 und 1914 war das Regiment in Langres, seiner traditionellen Garnison, stationiert.
- 1895–1896: Für eine Expedition nach Madagascar wurde ein Détachement von 12 Mann abgestellt.
- 15. April 1913: Abgabe des 4. Bataillons zur Wiederaufstellung des 170e régiment d’infanterie

### Erster Weltkrieg
Während des ganzen Ersten Weltkriegs war das Regiment Teil der «13e division d’infanterie»
Aufstellung des Reserveregiments, des 221e régiment d’infanterie

#### 1914
- August/September: Grenzkämpfe in den Vogesen im Breuschtal und bei Plaine (Département Bas-Rhin)
- 25. August bis 4. September: Gefecht am Col de la Chipotte
- Erste Schlacht an der Marne – im Camp de Mailly – Sommesous – Sompuis – Champagne: Wald von Sabot –
- Oktober/Dezember: Wettlauf zum Meer – Kämpfe im Artois – Aix-Noulette – Graben Nr. 5 bei Loos – Notre-Dame-de-Lorette – le Rutoire – Calonne-Graben – Wald von Bouvigny, bei Berthonval.

#### 1915
- Januar: Kämpfe im Artois bei – Vermelles – Fosse Calonne.
- Februar/März: Ruhe in Hersin-Coupigny – (Artois).
- April/Mai: Stellungskämpfe im Bois de Bouvigny – Bois de la Faisanderie und bei Notre-Dame-de-Lorette.
- Mai/Juni: Offensive vom 9. Mai (Lorettoschlacht)
- Juli/August: Kämpfe bei Notre-Dame-de-Lorette – dann Ruhe in Bailleul-les-Pernes.
- August/Oktober: Dritte Schlacht im Artois – Kämpfe bei Notre-Dame-de-Lorette – Souchez und im Bois de Givenchy
- Oktober/November: Ruhe in Verchin.
- November/Dezember: Stellungskämpfe im Artois – Abschnitt Bois en Hache, Givenchy-en-Gohelle – dann Ruhe in Bermicourt (Département Pas-de-Calais).

#### 1916
- Januar: Ruhe in Bermicourt
- Ausbildung im Camp de Saint-Riquier (Région Abbeville)
- März: Schlacht um Verdun: Kämpfe im Bois d'Hardaumont und im Bois du Thillat.
- April: Ruhe in Juvigny-sur-Marne.
- April bis Juli: Stellungskämpfe in der Champagne bei Savate und Tahure.
- Juli/September: Schlacht-an-der-Somme-Kämpfe bei Estrées-Déniécourt und im Bois Soyécourt.
- Oktober/November: Ruhe in Juvignies
- November/Dezember: Kämpfe im Abschnitt Ablaincourt und bei der Zuckerfabrik von Génermont.
- Dezember: Im Camp de Villersexel, Arbeitseinsatz im Abschnitt Dannemarie.

#### 1917
- Januar bis März: Arbeitseinsatz im Abschnitt Dannemarie.
- Mai bis August: Schlacht am Chemin des Dames, Kämpfe im Abschnitt Moulin de Laffaux, la Malmaison, Ferme de Mennejean.
- August bis Oktober: Ausbildung in der Région Montgobert, Vivières.
- Oktober/November: Schlacht bei Malmaison, Kämpfe bei Vaudesson, der Ferme de Rosay, und im Tal der Ailette.
- November/Dezember: Ruhe in der Région Faremoutiers.
- Dezember: Arbeitseinsatz an der Schweizer Grenze, bei Delle und Pfetterhouse – dann Ruhe in Villersexel.

#### 1918
- Januar bis Mai: Stellungskämpfe in den Vogesen, im Tal der Fecht, bei Metzeral und Sondernach.
- Mai bis Juni: Dritte Schlacht an der Aisne: Kämpfe bei Ville-en-Tardenois, Jonchery-sur-Vesle, im Tal der Vesle und bei Breuil – Übergang über die Marne bei Damery und Reuil.
- Juni bis August: Abwehrkämpfe in der Champagne – nördlich von Suippes und im Bois du Cameroun
- August/September: Ruhe in Vésigneul-sur-Marne und Omey.
- September: Stellungskämpfe in der Champagne bei le trou Bricot und Somme-Suippe.
- September/Oktober: Angriffskämpfe in der Champagne – Somme-Suippe und Höhe von Orfeuil – (Straße Orfeuil-Liry).
- Oktober: Ruhe in der Région Sainte-Menehould.
- Oktober/November: bei Cernay-les-Reims
- November: Verfolgungskämpfe in den Ardennen bei Saint-Fergeux, Wassigny, Belval und westlich Charleville-Mézières.

### Zwischenkriegszeit
Das 21e RI nahm am 14. Juli 1919 an der Siegesparade in Paris teil. Es marschierte mit der dekorierten Regimentsfahne unter dem Arc de Triomphe hindurch.
Nachdem das Regiment eine Zeit bei den Besatzungstruppen im Rheinland eingesetzt war, kehrte es in seine Vorkriegsgarnison Langres zurück. Ein Teil der Einheit wurde in Chaumont stationiert.

### Zweiter Weltkrieg
Bei der Kriegserklärung stand das Regiment unter dem Kommando von Lieutenant colonel Lambert und gehörte zur «13e division d’infanterie», die zum Schutz des südlichsten Teils der Maginot-Linie abgestellt war. Vorgesehen war hier ein Zusammengehen mit der schweizerischen Armee, falls die Neutralität der Schweiz verletzt werden sollte.
Nach dem Angriff der deutschen Truppen durch Belgien, wurde das Regiment nach Norden verlegt und kämpfte am 27. Mai 1940 an der Somme bei Amiens. Bis zum 7. Juni widerstand es starken feindlichen Angriffen, die mit personeller und materieller Überlegenheit durchgeführt wurden.
Danach begann der Rückzug in das Innere Frankreichs, in dem viermal versucht wurde, den Vormarsch der Deutschen aufzuhalten. (Kämpfe bei Poix am 8. Juni, Schlacht an der Oise vom 10. – 12. Juni, Kämpfe an der Orge vom 13. – 15. Juni, Kämpfe bei der Verteidigung der Loire-Linie am 17. Juni.)
Am 7. August 1940 wurde das 21e RI aufgelöst. Es hatte während der Kampfhandlungen mehr als 600 Männer und nahezu alles Material verloren.
Im März 1945 stellte die FFI im Westen ein neues «21e RI» auf, das bei der Bekämpfung des deutschen Widerstandkopfes von Saint-Nazaire eingesetzt war. Es führte in dieser Zeit den Namen «21e régiment d’infanterie aéroporté» (21e RIAP – 21. Luftbewegliches Infanterieregiment).
Nach dem Ende des Zweiten Weltkrieges wurde das Regiment im November 1945 erneut aufgelöst.

### Nach 1945
Die Tradition des «21e régiment d’infanterie» wurde der Truppenübungsplatzkommandantur von „Camp de Canjuers“ anvertraut.
Im Mai 1956 wurde das Regiment in Straßburg neu aufgestellt, um unverzüglich nach Algerien abkommandiert zu werden, wo sich die Situation im Unabhängigkeitskrieg zuungunsten der Franzosen entwickelt hatte. Angelandet im Juni in Oran wurde es in der Region Sidi Bel Abbés stationiert, der P.C. (Poste commandement – Sitz des Regimentsstabes) befand sich in Le Télagh.
Im Jahre 1957 war das Regiment wie folgt verteilt: P.C. und C.C.S. (C.C.S. – Compagnie de commandement et soutien – Stabs und Versorgungskompanie) in Le Télagh. – P.C. des 1. Bataillons in Bossuet (heute Dhaya) dann in Bedeau (heute Ras Elma) – P.C. des 2. Bataillons in Zegla – PC des 3. Bataillons in Slissen.
am 1. Juni 1959 wurde das 3. Bataillon in das «8e bataillon de Zouaves» umgewandelt. Das Regiment wurde auf zunächst 11, dann auf acht Kompanien reduziert.
Der, von dem Regiment zu überwachende Sektor hatte eine Größe von etwa 8.000 Quadratkilometern und entsprach ziemlich genau dem „Arrondissement du Télagh“. Die Teileinheiten hielten außer ihren Garnisonen noch weitere Orte besetzt, von El Gor im Westen bis Taoutmout im Osten über eine Distanz von hundert Kilometern, außerdem noch Posten in „Guet El Beida“, „Krechba“, „Oued Sebaa“, „Tefessour“ und, am südlichsten, „El Hammam“ und „Marhoum“. Hier war die C.P. (Compagnie Portée – Eingreiftruppe) im Einsatz, ausgerüstet mit Jeeps und Lastkraftwagen, zur Sicherung einer riesigen Zone mit wüstenartigen Hochplateaus, die in der Verlängerung nach Süden bis zum „Chott Ech Chergui“ reicht.
Ende 1962 wurde das ganze Regiment nach Oran verlegt, ausgenommen der Regimentsstab, der sich zuerst in „Aïn Tessa“, dann in „Bou Tlélis“, sowie in „Sidi Bakhti“ und „M’ Sabiah“ befand. 1962 wurde auch der Stab nach Oran zurückverlegt, wo das Regiment zur Aufrechterhaltung von Ruhe und Ordnung während der Zeit der Anschläge der OAS eingesetzt war.
Nach der Unterzeichnung der Verträge von Évian und des Waffenstillstandes im Jahre 1963 wurde das Regiment aufgelöst.

## Zuletzt geführte Regimentsfahne
Auf der Rückseite der Regimentsfahne sind (seit Napoleonischer Zeit) in goldenen Lettern die Feldzüge und Schlachten aufgeführt, an denen das Regiment ruhmvoll teilgenommen hat.

## Auszeichnungen
Das Fahnenband ist dekoriert mit dem Croix de guerre 1914–1918 mit vier Palmenzweigen und der Goldmedaille der Stadt Mailand.
Das Regiment hat das Recht zum Tragen der Fourragère in den Farben der Médaille militaire.

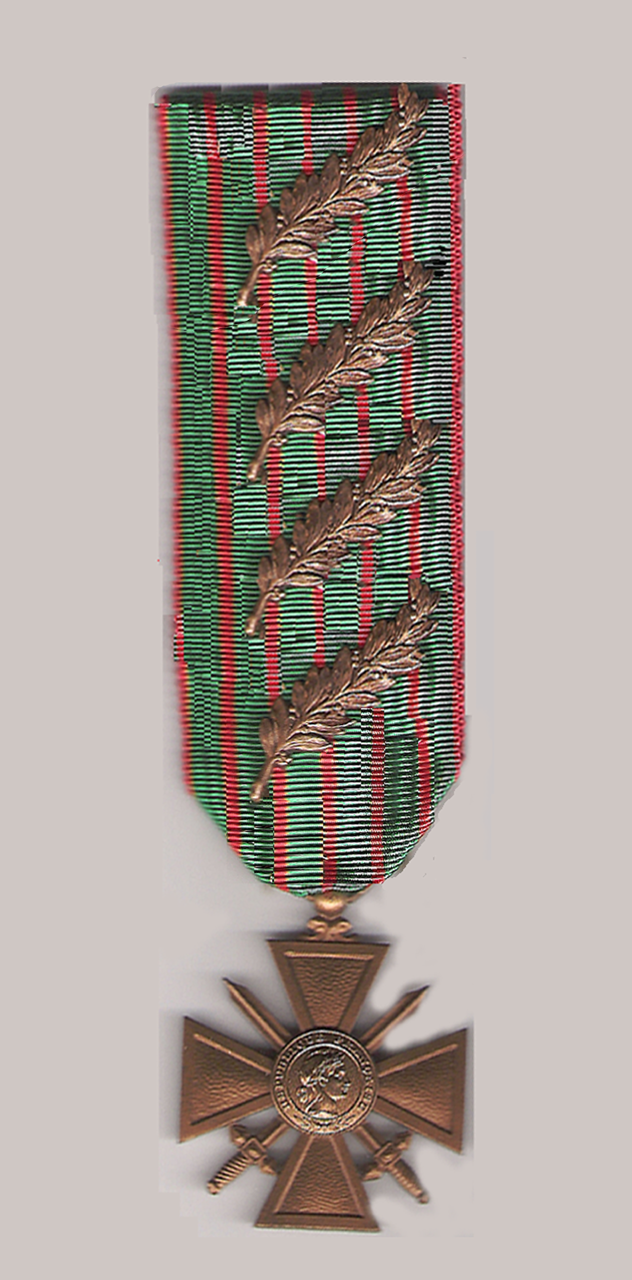
Croix de guerre 1914–1918
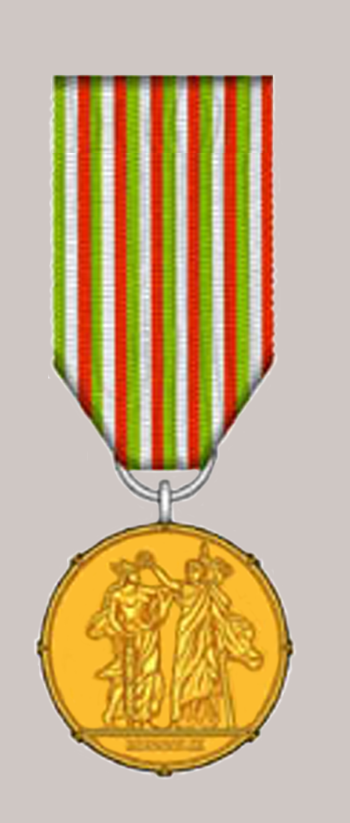
Goldmedaille der Stadt Mailand